# Philotrox condoni
Philotrox condoni è un mammifero carnivoro estinto, appartenente ai canidi. Visse nell'Oligocene inferiore/medio (circa 28 - 24 milioni di anni fa) e i suoi resti fossili sono stati ritrovati in Nordamerica.

## Descrizione
Questo animale, conosciuto principalmente per materiale cranico, doveva essere vagamente simile a un piccolo lupo dalla corporatura robusta. Le comparazioni con animali simili e meglio conosciuti (come Sunkahetanka e Mesocyon) indicano che Philotrox doveva possedere un corpo piuttosto allungato e zampe più corte rispetto ai canidi attuali (anche se queste caratteristiche in Philotrox sono mera supposizione).
In ogni caso, il cranio di Philotrox possedeva alcune caratteristiche derivate rispetto a Sunkahetanka, come una regione postorbitale del cranio allungata, e una lunga fossa del massetere. Inoltre era presente un'alta cresta sagittale, che in sezione si rivela essere molto spessa, e anche una cresta nucale molto pronunciata. La bolla timpanica era grande e il processo mastoideo era rigonfio. I premolari erano più larghi rispetto a quelli di Mesocyon e Sunkahetanka. Philotrox, inoltre, si distingueva da forme successive e più specializzate (come Enhydrocyon) a causa della mancanza di alcuni caratteri derivati, come la presenza di cuspidi interne sugli incisivi superiori e i carnassiali allungati.

## Classificazione
Philotrox condoni venne descritto per la prima volta nel 1906 da J. C. Merriam, sulla base di un cranio incompleto con mandibola, ritrovato nella formazione John Day in Oregon. Successivamente a questo animale vennero attribuiti altri esemplari, provenienti da Wyoming e Dakota del Sud. Philotrox appartiene alla sottofamiglia di canidi nota come Hesperocyoninae, che si diversificò nel corso dell'Oligocene dando luogo a numerose forme variamente specializzate. Philotrox, in particolare, si inserisce in una linea evolutiva che, partendo da canidi poco specializzati come Cynodesmus, si sviluppò dando origine a forme più robuste e dalle spiccate attitudini carnivore, come Mesocyon e Sunkahetanka, per concludersi con l'apparizione di una forma molto specializzata nota come Enhydrocyon. Philotrox è considerato un possibile antenato di quest'ultimo.